# Charles Beauclerk (1er duc de Saint-Albans)
Pour les articles homonymes, voir Charles Beauclerk et Beauclerk.
Charles Beauclerk, 1er duc de Saint-Albans (8 mai 1670 à Londres – 10 mai 1726 à Bath), titré aussi comte de Burford et baron Heddington, est un bâtard royal, fils illégitime du roi Charles II d'Angleterre et de sa célèbre maîtresse, Nell Gwynne.
Il épousa Diana de Vere, fille d'Aubrey de Vere (20e comte d'Oxford). Ils ont eu douze enfants.